# پوشکینو (شهرستان بلاگووشچنسکی، باشقیرستان)
پوشکینو (انگلیسی: Pushkino, Blagoveshchensky District, Republic of Bashkortostan) یک شهرک در شهرستان بلاگووشچنسکی باشقیرستان کشور روسیه است.